# Вінсент Мессей
Чарлз Ві́нсент Ме́ссей  (англ. Charles Vincent Massey; 20 лютого 1887, Торонто, Онтаріо - 30 грудня 1967, Оттава, Онтаріо) — канадський адвокат, дипломат, 18-й генерал-губернатор Канади.

## Біографія
Народився у впливовій сім'ї в місті Торонто: його батько завідував компанією сільськогосподарських машин «Мессей-Герріс» (англ. Massey-Harris Co.). Завершив навчання зі ступенем бакалавра мистецтв (історія та англійська мова) в Альбертському університеті. Опісля доповнив вищу освіту званням магістра мистецтв у Оксфордському університеті.  Ще студентом Торонтського університету Мессей познайомився з прем'єр міністром Канади Маккензі Кінгом (англ. William Lyon Mackenzie King).
В роках 1921-1925 Мессей став президентом компанії свого батька. У  1925 його призначено до Таємної Ради Королеви для Канади (англ. Queen's Privy Council for Canada) і як міністром без портфеля в кабінеті Маккензі Кінга. Безуспішний у федеральних виборах, у р. 1927 Мессея назначено «надзвичайним послом та уповноваженим міністром-представником» (англ. Envoy Extraordinary and Minister Plenipotentiary) до США по 1930. [10]
У 1932 Мессея обрано президентом «Народної Ліберальної федерації Канади» (англ. National Liberal Federation of Canada). Після Ліберальної перемоги в федеральних виборах у 1935 році його назначено Верховним комісаром Канади для Великої Британії (англ. High Commission of Canada to the United Kingdom) поки він не повернувся в Канаду в 1946 році . У 1948 році Георг VI король Великої Британії вдекорував його орденом «Почесний компаньйон» (англ. Order of the Companions of Honour).
У роках 1948-1952 Мессей став генеральним директором Національної галереї Канади (англ. National Gallery of Canada), а в 1948 — ректором Торонтського університетуі по 1952 [7].
У 1949 Массей назначено генеральним директором «Королівська Ради для національного розвитку мистецтва, письменства й наук» (англ. Royal Commission on National Development in the Arts, Letters and Sciences). У 1951 в своєму «Мессей Репорт» 
відзвітував Парламенту Канади про:
- Бібліотека та архів Канади
- Канадська Рада для Мистецтв

У 1952 Мессея назначено Генерал-губернатором Канади; обіймав він цю посаду по 1958.